# Elyse Sewell
Elyse Marie Sewell (Alburquerque, 10 de junio de 1982) es una modelo estadounidense con mucho éxito en Hong Kong. Inició la carrera de modelo cuando participó en el reality America's Next Top Model en el ciclo 1, que se transmitió en la cadena de televisión terminada por la productora United Paramount Network. Sewell era conocida en la serie como la "fuerte estudiante de Medicina".

## Biografía
Nativa de Albuquerque, Nuevo México, Sewell hizo un Bachillerato en Artes en español y terminó una Licenciatura en Ciencias en Biología por la Universidad de Nuevo México. Tras terminar su educación  trabajo como asistente de investigaciones en un laboratorio de biología y poco después comenzó  en la industria del modelaje.
En 2005 quedó en tercer lugar en el reality America´s Next Top Model y se convirtió en una de las 10 geeks más sexys para la revista de Wired Magazine. Ha hecho anuncios para Chanel y la Joyería Chow Sang Sang y apareció también  en la portada de Harper's Bazaar de Hong Kong. En 2006 escribió un libro, basado en parte de su vida, publicado en Hong Kong.

## Trayectoria profesional

### Su paso porAmerica's Next Top Model
Sewell entró al reality diciendo quería ser modelo y que perpetuaba el estereotipo de que una modelo tenía que ser delgada intentando estar muy delgada de hecho fue la más delgada del programa.
Durante su paso por el programa demostró cierto tono de altivez y tuvo una actitud antipática que cambio solo cuando llegó a la final convirtiéndose en amiga de Adrianne Curry y de Shannon, estuvo entre las tres últimas pero fue eliminada. Se convirtió en segunda finalista del show y octava eliminada del ciclo, entre los récords que alcanzó estaba ser la chica con más retos de la semana ganados (2 en total) y la chica con más primeros llamados en consecutiva (2 en total).
- Primer capítulo:Las chicas tuvieron una sesión en la cual debían posar en traje de baño sobre una azotea, Elyse realizó una sesión de fotos muy buena y los resultados de sus sesión de fotos gusto sobre todo a Kimora Lee Simmons por esto obtuvo el segundo llamado quedó segunda de diez (2/10).

- Segundo capítulo:Las chicas presentaron una sesión de fotos en traje de baño pero esta vez para la revistas Stuff, Elyse esta semana no le fue bien ya que su foto no propagaba fuerza además no enfocaba bien, pero se salvó del bottom two esa semana quedó siete de nueve (7/9).

- Tercer capítuloLas chicas presentaron una sesión de fotos en la cual debían posar con unas serpientes, Elyse en esta semana se esforzó para recuperarse de la semana anterior y logró una muy buena foto logrando un aspecto de alta moda y quedó tres de ocho (3/8).

- Cuarto capítulo:Las chicas realizaron un comercial para lentes de contacto Fresh Look, allí Elyse demostró su inteligencia al aprenderse el libreto y al saberlo interpretar logró nuevamente un segundo llamado por su coherencia durante el comercial y su belleza quedó dos de siete (2/7).

- Quinto capítulo:Las chicas realizaron una sesión en la cual debían demostrar movimiento y baile junto a Clinton Portis, Elyse en este capítulo no demostró una buena foto y frente al panel se mostró muy inseguro así aseguro su primer Bottom two pero fue salvada por los jueces, muchos aseguran que ella no fue eliminada ya que ella esa semana había ganado el reto, quedó cinco de seis (5/6).

- Sexto capítulo:Las chicas realizaron un viaje a París (Francia) allí realizaron una sesión de fotos en wonderbra con vista de la torre Eiffel, Elyse nuevamente intentó subir el nivel de sus fotos y el resultado final fue excelente ya que logró una foto llena de sensualidad con este logró su primer llamado quedando uno de cinco (1/5).

- Séptimo capítulo:Las chicas realizaron una sensual sesión de fotos en donde estaban desnudas para Merrit Diamonds, en este capítulo, logró tener el control de su cuerpo y nuevamente logró hacer lo que ella más sabía hacer explotar su sensualidad al final el resultado convenció a los jueces de ser muy bueno y obtuvo su segundo primer llamado en consecutiva quedando uno de cuatro (1/4).

- Octavo capítulo:Las chicas presentaron una entrevista donde allí Elyse demostró su personalidad arrogante y esquiva anunciando que para ella solo una modelo podría llegar a ser grande si fuera delgada, además demostró su actitud de una sabelotodo que amaba más su carrera de medicina así que los jueces decidieron ponerla en el bottom two contra Adrianne y finalmente la eliminaron ya que con esa actitud solo reforzaba el estereotipo de las modelos quedando tres de tres (3/3).

### Carrera de modelo
Sewell ha sido una de las exconcursante de America's Next Top Model que más ha recorrido la industria de la moda, después de salir de ANTM firmó con Started Modelling en Los Ángeles, después viajó a Hong Kong donde firmó con Dreamodels, Wihelmina Models, M4 Models, Estudio KLRP, Q6 Models, Model one y Model 1. Ha aparecido en más de 30 revistas de Hong Kong como Baax y escribió un libro con sus anécdotas. Además ha participado en importantes desfiles de moda como para Marc Jacobs,  trabajado para diseñadores famosos como Alexander Wang  y ha producido anuncios comerciales para Sony y para cosméticos Joc apareciendo en la cadena de televisión Fashion TV en la semana de la moda en Hong Kong.